# Cayo Marcio Censorino
Cayo o Gayo Marcio Censorino  (m. 82 a. C.) fue un político y militar romano del siglo I a. C. perteneciente a la gens Marcia.

## Carrera pública
Es mencionado por primera vez cuando acusó de soborno a Sila tras su regreso de Asia, pues este había recibido de un rey una suma de dinero por encima de lo estipulado. Sin embargo, no se presentó el día del juicio y retiró la acusación.
Cuando estalló la primera guerra civil, se puso en el bando de Cayo Mario y Lucio Cornelio Cina contra Sila. Tras la toma de Roma del año 87 a. C., participó en la masacre de sus oponentes. Así, cuando se proscribió al cónsul Cneo Octavio, fue quien lo degolló y llevó su cabeza a Cina, el cual la expuso en el Foro durante varios días.
En 83 a. C. Sila volvió a Italia con su ejército dispuesto a luchar contra los populares, quienes, muertos Mario y Cina, estaban bajo el mando de Cneo Papirio Carbón y Cayo Mario el Joven. A mediados de 82 a. C. fue enviado contra Pompeyo, pero fue derrotado por este en Sena Gálica y huyó ante Carbón. Como a Mario el Joven, que se hallaba sitiado en Preneste, comenzó a escasearle el alimento, fue enviado a socorrerle con ocho legiones, pero, emboscado por Pompeyo, fue nuevamente derrotado. Los sobrevivientes, refugiados en una colina, le culparon de la emboscada. Una legión marchó sin orden previa hacia Arímino, mientras que el resto desertó y Censorino tuvo que regresar al campamento de Carbón acompañado únicamente de algunos jinetes.
En septiembre, Carbón, desanimado por tantas derrotas, huyó a Sicilia y Censorino, junto a Cayo Carrinas y Marco Junio Bruto Damasipo se puso al mando de las legiones que había en Clusio. Pompeyo los atacó causándoles veinte mil muertos y, tras este desastre, huyeron al Samnio, donde el samnita Poncio Telesino había alistado setenta mil hombres para librar a Mario del asedio. Sin embargo, Sila cortó los caminos que iban hacia Preneste, impidiéndoles el paso. Ante esto, Telesino decidió marchar sobre Roma, no para reconquistarla, sino para saquearla cual una ciudad enemiga. Sila marchó tras él y, el 1 de noviembre de 82 a. C. entabló combate ante las puertas de la ciudad y, con la ayuda de Craso, aniquiló a los enemigos. Censorino, al igual que la mayoría de los suyos, fue capturado y degollado el 3 de noviembre, tras lo cual su cabeza fue enviada a Preneste para desanimar a las tropas de Mario, las cuales desertaron inmediatamente.